# Tatjana Ananko
Tatjana Ananko (vitryska: Татьяна Васильевна Ананько), född den 26 juni 1984 i Minsk, Vitryssland, är en vitrysk gymnast.
Hon tog OS-silver i rytmisk gymnastik för trupper i samband med de olympiska gymnastiktävlingarna 2000 i Sydney.